# Agalmatium bilobum
Agalmatium bilobum är en insektsart som först beskrevs av Franz Xaver Fieber 1877.  Agalmatium bilobum ingår i släktet Agalmatium och familjen sköldstritar. Inga underarter finns listade i Catalogue of Life.